# Palma (città antica)
Palma era una città picena e poi romana, fondata nel VI secolo a.C. Il nome fu probabilmente attribuito per via della vasta presenza di palme nel territorio. La città sorgeva alle pendici di un colle a sud della foce del fiume Ete ed era nota per la presenza di un porto strategico e di primaria importanza per i commerci attraverso l'Adriatico.
Come racconta Plinio il Vecchio, dal nome della città veniva inoltre identificato il territorio dell'ager Palmensis, un territorio che andava dall'attuale Val Vibrata fino al fiume Chienti, nella parte meridionale della regione romana del Piceno.
La città picena di Palma probabilmente vide il suo toponimo trasferito sull'isola di Maiorca per dare nome alla colonia romana di Palma, oggi capitale dell'isola. È probabile che l'isola fosse popolata da coloni piceni che avrebbero ragionevolmente nominato le nuove colonie con i nomi del loro territorio originale (e così anche la città picena di Pollenza diede nome alla città maiorchina di Pollentia).

## Storia
Nel 286 a.C. fu conquistata dai romani che la posero sotto il controllo della colonia di Firmum Picenum, costruita proprio affinché ne monitorasse i traffici marittimi; i romani successivamente costruirono, nella parte alta del colle, una torre d'avvistamento per rendere più sicura la navigazione. Nella guerra sociale del 91-88 a.C. probabilmente la città si schierò contro Roma.
Plinio il Vecchio, nella sua Naturalis Historia, ricorda il vino, noto in tutto l’impero per l’ottima qualità, proveniente dall’ager Palmensis e denominato «Marano».
L'intero ager Palmensis rimase sotto il controllo di Firmum per tutto il periodo alto-medievale. Con le invasioni barbariche prima e le incursioni piratesche dei saraceni poi, Palma fu distrutta e la popolazione si rifugiò sulla sommità dell'altura intorno alla torre di età romana, dove sin dall'XI-XII secolo già vivevano alcuni monaci eremiti (tra cui canonici lateranensi inizialmente, poi raggiunti da un gruppo di agostiniani). Dall'insediamento attorno alla torre (turris Palmae) nacque l'abitato oggi conosciuto come Torre di Palme.